# Саямов, Михаил Николаевич
Михаил Николаевич Саямов (2 апреля 1936 — 17 ноября 2021) — советский и российский пианист и педагог. Профессор, заслуженный деятель искусств Российской Федерации (1992). Ректор Российской академии музыки имени Гнесиных в 2000—2008 гг.

## Биография
Родился 2 апреля 1936 года в семье Саямовых. Учился в одной школе с Кимом Назаретовым в Ростове-на-Дону.
В 1961 году окончил Московскую государственную консерваторию им. П. И. Чайковского (был учеником С. Фейнберга, Т. Николаевой). В 1961—1964 гг. — преподаватель Алма-Атинской консерватории, солист Казахконцерта, член исполнительской секции Союза композиторов Казахстана; в 1964—1968 гг. — солист Ростовской филармонии; в 1968—1969 гг. — преподаватель новообразованного Ростовского музыкально-педагогического института (ныне — Ростовская государственная консерватория имени С. В. Рахманинова); в 1969—1981 гг. — проректор по учебной и научной работе.
Профессор (1993). В 1981—2000 гг. — проректор Государственного музыкально-педагогического института им. Гнесиных по вечернему и заочному обучению, по международным связям; в 2000—2008 гг. — ректор Российской академии музыки имени Гнесиных. Всего посвятил преподавательской деятельности более 45 лет своей жизни.
Действительный член Академии гуманитарных наук и Академии творчества; сопредседатель Учебно-методического объединения по музыкальному образованию в России; в 2006 году был избран президентом Ассоциации творческих вузов России.
В последнее время преподавал в Институте современного искусства в Москве.
Скончался 17 ноября 2021 года.

## Награды и почётные звания
- Орден «За заслуги перед Отечеством» IV степени (27 мая 2007 года) — за большой вклад в развитие отечественной музыкальной культуры и образования[7][2].
- Заслуженный деятель искусств Российской Федерации (31 декабря 1992 года) — за заслуги в области музыкального искусства[8].